# Campionati asiatico-pacifici di judo
I Campionati asiatico-pacifici di judo  sono una competizione sportiva annuale organizzata dalla Judo Union of Asia e dalla Judo Union of Oceania. La prima edizione si è svolta nel 2019 a Fujairah.

## Edizioni
| Anno | Città    | Nazione             |
| ---- | -------- | ------------------- |
| 2019 | Fujairah | Emirati Arabi Uniti |

## Medagliere
| Posiz. | Nazione             | Oro | Argento | Bronzo | Totale |
| ------ | ------------------- | --- | ------- | ------ | ------ |
| 1      | Giappone            | 4   | 1       | 4      | 9      |
| 2      | Mongolia            | 3   | 2       | 3      | 8      |
| 3      | Corea del Sud       | 2   | 3       | 6      | 11     |
| 4      | Cina                | 1   | 1       | 3      | 6      |
| 5      | Kazakistan          | 1   | 2       | 3      | 6      |
| 6      | Uzbekistan          | 1   | 2       | 2      | 5      |
| 7      | Corea del Nord      | 1   | 0       | 1      | 2      |
| 8      | Tagikistan          | 0   | 2       | 2      | 4      |
| 9      | Taipei cinese       | 0   | 1       | 0      | 1      |
| 10     | Australia           | 0   | 0       | 3      | 3      |
| 11     | Kirghizistan        | 0   | 0       | 2      | 2      |
| 12     | Emirati Arabi Uniti | 0   | 0       | 0      | 1      |
| Totale | Totale              | 14  | 14      | 28     | 56     |